# Diabetische voet

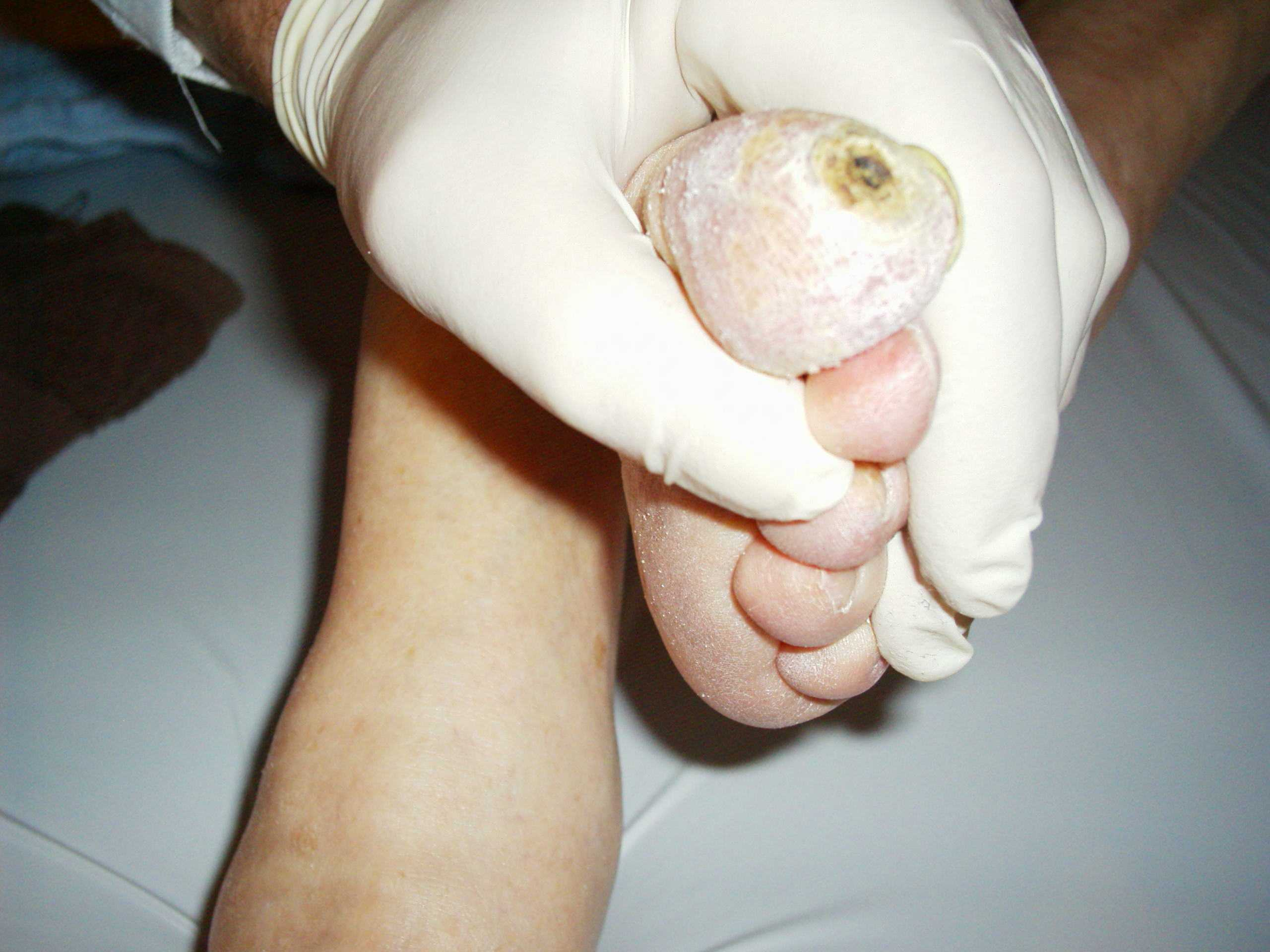
Diabetische voet

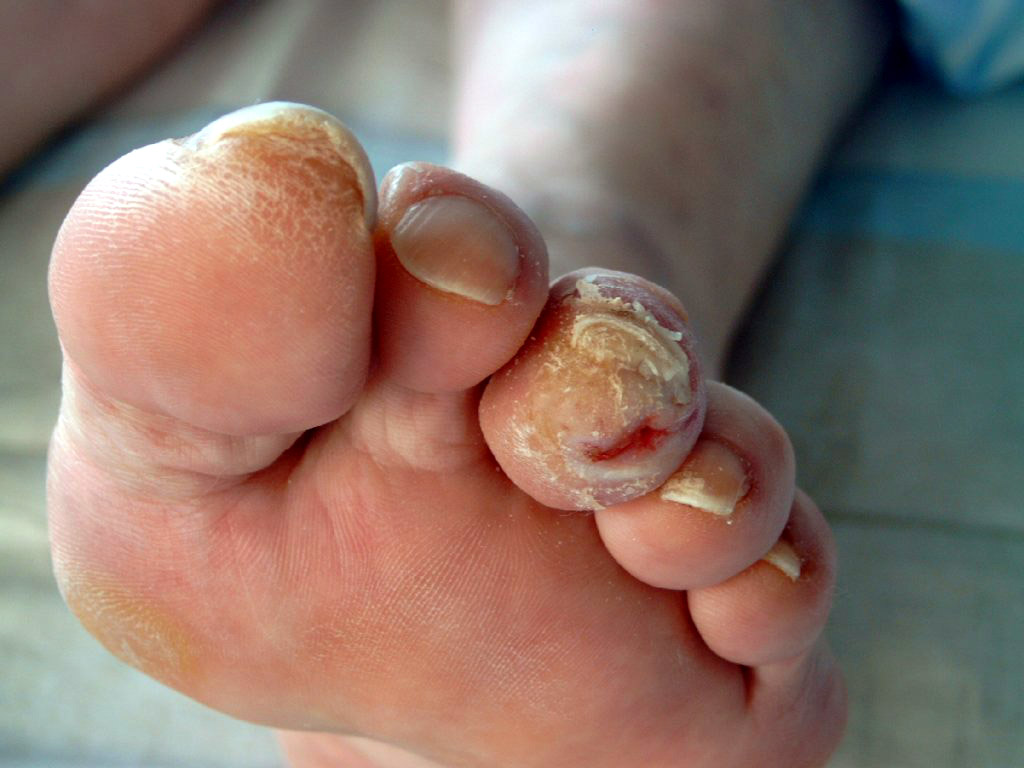
Diabetische voet

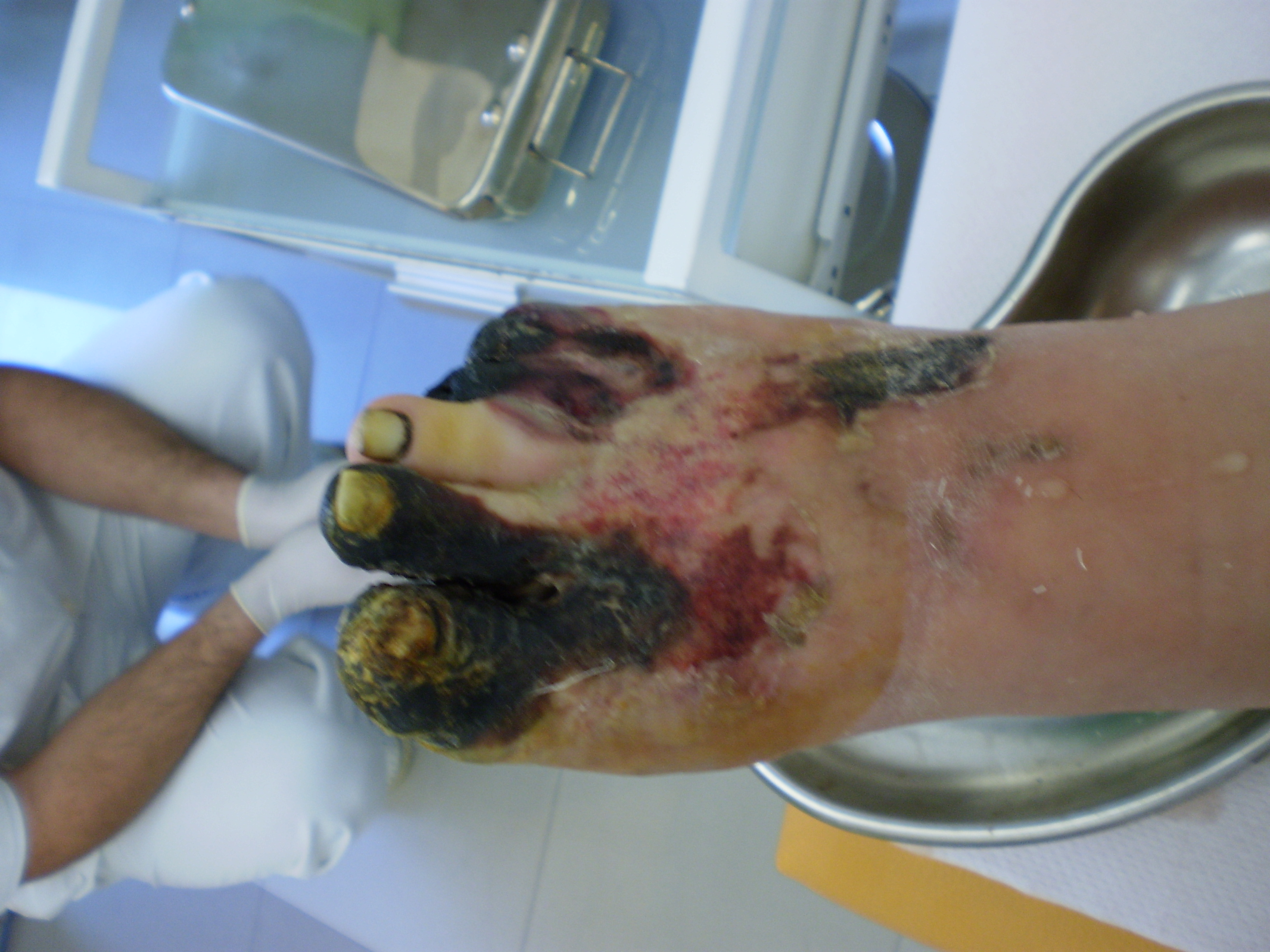
Necrose (weefselversterf; zwart)

Een diabetische voet is een infectie, zweer en/of aantasting van dieper gelegen weefsels in de voet, die samenhangen met afwijkingen van het zenuwstelsel, neuropathieën en/of afwijkingen van de bloedvaten van de benen, angiopathieën, meestal bij patiënten met diabetes mellitus type 2.

## Frequentie
In de jaren negentig kwam jaarlijks bij gemiddeld 2,1% van de patiënten uit tien gevolgde huisartspraktijken een voetzweer voor, bij 25% van hen was er sprake van recidief. Het gemiddeld aantal amputaties was 0,6% per jaar.

## Oorzaken
De meeste voetzweren bij patiënten met diabetes mellitus type 2 zijn het gevolg van  slecht zittende schoenen of voetafwijkingen die drukplekken veroorzaken.
1. Macroangiopathie, ontstaan door atherosclerose: vernauwing van de grote slagaderen (= arteriën) in de buik (aorta; arteria iliaca) en de benen (arteria femoralis; arteria poplitea ; arteria tibialis posterior; arteria dorsalis pedis). Men kan de beenarterieën voelen kloppen, of de flow met een doppler-apparaatje hoorbaar  maken. Het nauwkeurigst is om met het apparaat en een bloeddrukmeter  de bloeddruk aan de enkel en de arm te meten, eventueel na inspanning. Bij gezonde arteriën is de druk aan de enkel hoger dan aan de arm (Enkel-Arm index >1) en na inspanning hoger dan in rust. Vernauwing van de grote slagaders kan worden tegengegaan door voldoende beweging, bestrijden van hoge bloeddruk, cholesterol en overgewicht, remming van de bloedstolling en de bloedplaatjeswerking met bijvoorbeeld acetylsalicylzuur of carbasalaatcalcium.
2. Microangiopathie. Bij diabetes kunnen ook de kleinste vertakkingen van de bloedvaten van de voet beschadigd worden, hier speelt de hoge bloedsuiker een rol. Het zijn juist deze arteriolen, die de doorbloeding van de voet kunnen aanpassen aan de omstandigheden.
3. Wanneer zenuwvezels die de sensibiliteit, dat wil zeggen, het waarnemen van de temperatuur, de tast en warmte of koude, verzorgen, beschadigd worden als gevolg van hoge bloedsuikers spreken we van sensorische neuropathie. Door een verminderde sensibiliteit wordt bijvoorbeeld een knellende schoen of een steentje in een schoen niet opgemerkt, met weefselbeschadiging tot gevolg. Ter preventie wordt een jaarlijkse voetcontrole aangeraden. Bij de diabetescontrole zal men de sensibiliteit testen met een dun plastic draadje (het 10 gram Semmes-Weinstein-monofilament), waarmee men de voet steeds aanraakt en nagaat of de patiënt dit voelt.
4. Autonome neuropathie of de aantasting van het autonome zenuwstelsel verstoort de zweet- en talgproductie en beïnvloedt de doorbloeding van het weefsel ongunstig (doordat het bloed versneld doorstroomt naar de aderen; de voet voelt warm aan, is droog met kloven.
5. Als gevolg van deze zenuwbeschadiging treedt een verstoring van bot en gewrichten van de voeten op, de zogenaamde Charcot-voet. Een grote teen die zijdelings naar de ander tenen wijst (hallux valgus) of klauwstand van de tenen kunnen drukplekken veroorzaken.
6. Dikke randen eelt worden gauw de oorzaak van kloven.
7. Infectiegevaar. Diabetes beïnvloedt de kans op infectie nadelig.

## Controle
Bij de diabetescontrole door huisarts, praktijkondersteuner of verpleegkundige moet er speciale aandacht voor de voeten zijn.
Men let daarbij op kleur, afwijkende stand van de  tenen, drukplekken, eelt, zweren en amputaties. Met het Semmes-Weinstein-monofilament, een plastic draadje van een bepaalde dikte, wordt de sensibiliteit getest. De slagaders aan de voeten worden gevoeld, en eventueel wordt de enkel-armindex gemeten.
De ernst van de afwijking aan de voet wordt gescoord met een gemodificeerde  Simm's classificatie:]
SPS: gestoorde sensibiliteit door neuropathie; PAV : Perifeer arterieel vaatlijden, slechte doorbloeding.
| Classificatie | Risicoprofiel                             | Controlefrequentie |
| ------------- | ----------------------------------------- | ------------------ |
| 0             | Geen SPS ; geen PAV                       | 12 maanden         |
| 1             | SPS of PAV                                | 6 maanden          |
| 2             | SPS en PAV; of tekenen van verhoogde druk | 3 maanden          |
| 3             | Ulcus of amputatie in voorgeschiedenis    | 1-3 maanden        |

## Behandeling
Chronische wonden dienen bij voorkeur door een chirurg te worden schoongemaakt. Bij bijkomende infecties is een antibioticum aangewezen, bijvoorbeeld flucloxacilline. Wonden dienen droog verbonden te worden. Zalf of nat verband mogen niet gebruikt worden.
Indien mogelijk moet de doorbloeding verbeterd worden door vaatchirurgie. Indien verregaande necrose is opgetreden is amputatie een mogelijkheid.
Van een pedicure moet verlangd worden dat ze de speciale opleiding heeft gevolgd voor zij diabeten behandelt. Pedicurezorg wordt vergoed vanuit de basisverzekering, wanneer er door een bij Provoet speciaal opgeleide pedicure als diagnose Simms 1,2, of 3 wordt gesteld; (0 wordt niet vergoed).